# Mount Damper Falls
Die Mt. Damper Falls sind ein Wasserfall auf der Nordinsel Neuseelands. Sie liegen in dem zur Region Taranaki gehörigen Distrikt Stratford.
Mit 78 Meter Höhe sind sie die höchsten der Nordinsel. Sie werden oft als zweithöchste Fälle Neuseelands bezeichnet. Dies ist jedoch nicht richtig, da sie von vielen Wasserfällen der Südinsel, wie den Browne Falls (je nach Berechnungsgrundlage 619 m oder 836 m) oder den Sutherland Falls mit 580 m in den Schatten gestellt werden.